# Ladislav Protuš
Ladislav Protuš (2. prosince 1886 Radvaň – 1953) byl československý politik a meziválečný poslanec Národního shromáždění za Národní sjednocení.

## Biografie
Profesí byl vrchním technickým komisařem. Podle údajů z roku 1935 bydlel v Bratislavě.
Patřil do té části Národního sjednocení, která nenavazovala na Československou národní demokracii, ale na formaci Národní liga. V parlamentních volbách v roce 1935 byl zvolen za Národní sjednocení do Národního shromáždění. Mandát si oficiálně podržel do zrušení parlamentu roku 1939, přičemž krátce předtím, v prosinci 1938, ještě přestoupil do klubu Hlinkova slovenská ľudova strana - Strana slovenskej národnej jednoty, do které se spojily všechny slovenské nesocialistické strany.